# Rukam (Mendo Barat)
Rukam is een bestuurslaag in het regentschap Bangka van de provincie Bangka-Belitung, Indonesië. Rukam telt 944 inwoners (volkstelling 2010).